# Megaselia nepenthina
Megaselia nepenthina är en tvåvingeart som beskrevs av Schmitz 1955. Megaselia nepenthina ingår i släktet Megaselia och familjen puckelflugor. Inga underarter finns listade i Catalogue of Life.